# Выборы в Костромскую областную думу (2015)
Выборы депутатов Костромской областной думы шестого созыва состоялись в Костромской области 13 сентября 2015 года в единый день голосования одновременно с досрочными выборами губернатора области.
Выборы прошли по смешанной избирательной системе: из 36 депутатов 18 были избраны по партийным спискам (пропорциональная система), другие 18 — по одномандатным округам (мажоритарная система). Для попадания в думу по пропорциональной системе партиям необходимо было преодолеть 5%-й барьер.

## Ключевые даты
- 4 июня Костромская областная дума назначило выборы на 13 сентября 2015 года (единый день голосования).[1]
  - 5 июня постановление о назначении выборов было опубликовано в СМИ.[2]
- 7 июня Избирательная комиссия Костромской области утвердила календарный план мероприятий по подготовке и проведению выборов.[2]
- с 29 июня по 2 августа — период выдвижения кандидатов и списков.[2]
  - агитационный период начинается со дня выдвижения и заканчивается и прекращается за одни сутки до дня голосования.[2]
- по 3 августа — период представления документов для регистрации кандидатов и списков.[2]
- с 15 августа по 11 сентября — период агитации в СМИ.[2]
- 12 сентября — день тишины.[2]
- 13 сентября — день голосования.

## Участники

### Выборы по партийным спискам
По единому округу партии выдвигали списки кандидатов. Для регистрации выдвигаемого списка партиям требовалось собрать 0,5 % подписей от числа избирателей.
На 13 августа 2015 года для участия в выборах в Костромскую областную думу были зарегистрированы партии: «Единая Россия», «Справедливая Россия», КПРФ, «Патриоты России», ЛДПР, «Яблоко», Демократическая партия России, Партия за справедливость, «Города России», Партия свободных граждан, «Родина», «Зелёные», «Коммунисты России» и партия «Против всех». 14 августа 2015 года партия Республиканская партия России — Партия народной свободы (РПР-ПАРНАС) со второй попытки (после жалобы в Центризбирком России) добилась регистрации на региональных выборах в Костромскую областную думу.
Партия «Народный альянс» не представила в областной избирком документы для регистрации. Отказано в регистрации областного списка кандидатов в депутаты Костромской областной Думы шестого созыва партии Коммунистическая партия социальной справедливости, Партии дела.
| 1 | Против всех                                             | Кристина Хохлова • Максим Васильев • Ольга Яблокова        | 10 | 29 | зарегистрирован                                                           |
| 2 | Справедливая Россия                                     | Сергей Миронов • Андрей Озеров                             | 18 | 42 | зарегистрирован                                                           |
| 3 | Российская объединённая демократическая партия «Яблоко» | Владимир Михайлов • Александр Лазутин • Валентина Ямщикова | 18 | 40 | зарегистрирован                                                           |
| 4 | Единая Россия                                           | Сергей Ситников • Алексей Анохин • Надежда Чечулина        | 18 | 56 | зарегистрирован                                                           |
| 5 | Коммунистическая партия Коммунисты России               | Максим Сурайкин • Владимир Сабельников • Илья Ульянов      | 18 | 55 | зарегистрирован                                                           |
| 6 | Патриоты России                                         | Вячеслав Новоселов • Наталья Скрыпкина                     | 15 | 25 | зарегистрирован                                                           |
| 7 | Демократическая партия России                           | Тимур Богданов • Валерий Никитин • Денис Дёмин             | 18 | 38 | зарегистрирован                                                           |
| 8 | Коммунистическая партия Российской Федерации            | Валерий Ижицкий • Вячеслав Головников                      | 17 | 32 | зарегистрирован                                                           |
| 9 | ЛДПР — Либерально-демократическая партия России         | Владимир Жириновский • Юрий Кудрявцев • Руслан Федоров     | 18 | 55 | зарегистрирован                                                           |
| 10 | Города России                                           | Георгий Тащиев • Дмитрий Бырдин • Сергей Гончаров          | 18 | 28 | зарегистрирован                                                           |
| 11 | Партия за справедливость!                               | Владимир Пономаренко • Анна Любимова                       | 9  | 29 | зарегистрирован                                                           |
| 12 | Родина                                                  | Олег Промптов • Анастасия Лямина • Владислав Орлов         | 15 | 44 | зарегистрирован                                                           |
| 13 | Российская экологическая партия «Зелёные»               | Константин Леончик • Георгий Дзасохов • Людмила Иванова    | 18 | 38 | зарегистрирован                                                           |
| 14 | Партия свободных граждан                                | Александр Зорин • Сергей Иванеев • Николай Крылов          | 17 | 28 | зарегистрирован                                                           |
| 15 | Республиканская партия России — Партия народной свободы | Илья Яшин • Владимир Андрейченко • Роман Князев            | 16 | 43 | зарегистрирован                                                           |
| — | Партия дела                                             | Юрий Крупнов • Максим Постников • Алексей Шаров            | 13 | 38 | отказано в регистрации (недостаточное количество действительных подписей) |
| — | Коммунистическая партия социальной справедливости       | Андрей Брежнев • Андрей Богданов • Вячеслав Смирнов        | 18 | 39 | отказано в регистрации (недостаточное количество действительных подписей) |
| — | Народный альянс                                         | Вадим Петриенко • Дмитрий Исаев • Виктор Попков            | 18 | 39 | отказано в регистрации (не представлены документы для регистрации)        |
| *Региональная группа соответствует одному одномандатному округу и должна включать от 1 до 3 кандидатов. Региональных групп должно быть от 9 до 18. |                                                         |                                                            |    |    |                                                                           |
| **Без учёта выбывших кандидатов. Общее число кандидатов должно быть от 29 до 57 человек.                                                           |                                                         |                                                            |    |    |                                                                           |

### Выборы по округам
По 18 одномандатным округам кандидаты выдвигались как партиями, так и путём самовыдвижения. Кандидатам требовалось собрать 3 % подписей от числа избирателей соответствующего одномандатного округа.
| Партия | Партия                   | Кандидатов | Кандидатов       |
| Партия | Партия                   | Выдвинуто  | Зарегистрировано |
| ------ | ------------------------ | ---------- | ---------------- |
|        | Воля                     | 1          | 1                |
|        | Единая Россия            | 18         | 18               |
|        | КПРФ                     | 18         | 16               |
|        | ЛДПР                     | 18         | 17               |
|        | Партия Великое Отечество | 1          | 0                |
|        | Партия дела              | 3          | 0                |
|        | Патриоты России          | 3          | 2                |
|        | Справедливая Россия      | 17         | 17               |
|        | Яблоко                   | 3          | 3                |
|        | Самовыдвижение           | 11         | 4                |
| Всего  | Всего                    | 93         | 78               |

## Социологические опросы
| Опрос                    | ЕР   | КПРФ | СР  | ЛДПР | Яблоко | Против всех | РПР- ПАРНАС | Испортят бюллетень | Не пойдут на выборы | Затрудняются ответить |
| ------------------------ | ---- | ---- | --- | ---- | ------ | ----------- | ----------- | ------------------ | ------------------- | --------------------- |
| ВЦИОМ, 2-5 сентября 2015 | 44 % | 11 % | 9 % | 8 %  | 1 %    | 1 %         | 1 %         | 1 %                | 11 %                | 13 %                  |

## Результаты
| Партия                     | Партия                        | по единому округу | по единому округу | по единому округу | по одно- мандатным округам | всего         | всего   |
| Партия                     | Партия                        | Голоса            | %                 | Получено мест     | Получено мест              | Получено мест | %       |
| -------------------------- | ----------------------------- | ----------------- | ----------------- | ----------------- | -------------------------- | ------------- | ------- |
|                            | «Единая Россия»               | 99 460            | 50,96 %           | 13                | 15                         | 28            | 77,78 % |
|                            | КПРФ                          | 28 307            | 14,50 %           | 2                 | 1                          | 3             | 8,33 %  |
|                            | «Справедливая Россия»         | 21 652            | 11,09 %           | 2                 | 0                          | 2             | 5,56 %  |
|                            | ЛДПР                          | 16 828            | 8,62 %            | 1                 | 0                          | 1             | 2,78 %  |
|                            |                               |                   |                   |                   |                            |               |         |
|                            | «Коммунисты России»           | 6968              | 3,57 %            | 0                 |                            | 0             | 0 %     |
|                            | «Яблоко»                      | 4857              | 2,49 %            | 0                 | 1                          | 1             | 2,78 %  |
|                            | РПР-ПАРНАС                    | 4453              | 2,28 %            | 0                 |                            | 0             | 0 %     |
|                            | «Против всех»                 | 1643              | 0,84 %            | 0                 | 0                          | 0 %           |         |
|                            | «Зелёные»                     | 1038              | 0,53 %            | 0                 | 0                          | 0 %           |         |
|                            | «Патриоты России»             | 850               | 0,44 %            | 0                 | 0                          | 0             | 0 %     |
|                            | Демократическая партия России | 739               | 0,38 %            | 0                 |                            | 0             | 0 %     |
|                            | «Партия за справедливость!»   | 656               | 0,34 %            | 0                 | 0                          | 0 %           |         |
|                            | Города России                 | 474               | 0,24 %            | 0                 | 0                          | 0 %           |         |
|                            | Родина                        | 449               | 0,23 %            | 0                 | 0                          | 0 %           |         |
|                            | Партия свободных граждан      | 332               | 0,17 %            | 0                 | 0                          | 0 %           |         |
|                            | «Воля»                        |                   |                   |                   | 0                          | 0             | 0 %     |
|                            | Самовыдвижение                | 1                 | 1                 | 2,78 %            |                            |               |         |
| Действительные бюллетени   | Действительные бюллетени      | 188 706           | 96,68 %           | —                 | —                          | —             | —       |
| Недействительные бюллетени | Недействительные бюллетени    | 6472              | 3,32 %            | —                 | —                          | —             | —       |
| Всего                      | Всего                         | 195 178           | 100 %             | 18                | 18                         | 36            | 100 %   |
|                            |                               |                   |                   |                   |                            |               |         |
| Явка                       | Явка                          | 195 178           | 35,71 %           |                   |                            |               |         |
| Общее число избирателей    | Общее число избирателей       | 546 545           | 100 %             |                   |                            |               |         |